# Oliver Kirk
Oliver Leonard Kirk, född 20 april 1884 i Beatrice, Nebraska, död 14 mars 1960 i Farmington, Missouri, var en amerikansk boxare.
Under den olympiska boxningsturneringen 1904 i Saint Louis tilläts boxare att tävla i flera viktklasser. Kirk som vägde 114 pund tävlade först i bantamviktsklassen där boxare under 115 pund fick ställa upp. Där vann han guldet efter att ha knockat George Finnegan, den enda motståndaren i viktklassen. Kirk var inte anmäld i fjäderviktsklassen (under 125 pund) men efter att bara två boxare ställt upp även i den viktklassen ville publiken se Kirk möta Frank Haller, vinnaren av fjäderviktsmatchen. Han vann matchen på domarbeslut och blev därmed olympisk mästare i både bantamvikt och fjädervikt.
Kirk blev professionell 1906 och vann sina första tre matcher, däribland en vinst på teknisk knock-out i sjätte ronden mot den tidigare världsmästaren i fjädervikt, Abe Attell, i november 1912. Tre och en halv månader senare möttes de igen och denna gång vann Attell efter tre ronder. Kirk vann bara en proffsmatch efter det och han avslutade proffskarriären 1915 med 4 segrar, 8 förluster och en oavgjord match på meritlistan.
Kirk förblev den enda amerikanska boxare som tagit två olympiska guldmedaljer i 112 år innan Claressa Shields tog sitt andra guld i Rio de Janeiro 2016 och är fortfarande den enda boxare som tagit två guld i samma spel.